# CORBA
CORBA (обычно произносится [ко́рба], иногда жарг. [ко́бра]; англ. Common Object Request Broker Architecture — общая архитектура брокера объектных запросов; типовая архитектура опосредованных запросов к объектам) — технологический стандарт написания распределённых приложений, продвигаемый консорциумом (рабочей группой) OMG и соответствующая ему информационная технология. CORBA обеспечивает взаимодействие между системами, работающими под разными операционными системами, написанными на разных языках программирования и запущенных на разном вычислительном оборудовании. CORBA использует объектно-ориентированную модель, хотя системы, использующие CORBA, не обязательно должны быть объектно-ориентированными. CORBA — это пример парадигмы распределенной объектной системы.

## Назначение CORBA
Технология CORBA создана для поддержки разработки и развёртывания сложных объектно-ориентированных прикладных систем.
CORBA является механизмом в программном обеспечении для осуществления интеграции изолированных систем, который даёт возможность программам, написанным на разных языках программирования, работающим в разных узлах сети, взаимодействовать друг с другом так же просто, как если бы они находились в адресном пространстве одного процесса.

## Общий обзор
Спецификация CORBA предписывает объединение программного кода в объект, который должен содержать информацию о функциональности кода и интерфейсах доступа. Готовые объекты могут вызываться из других программ (или объектов спецификации CORBA), расположенных в сети.
Спецификация CORBA использует язык описания интерфейсов (OMG IDL) для определения интерфейсов взаимодействия объектов с внешним миром, она описывает правила отображения из IDL в язык, используемый разработчиком CORBA-объекта.
Стандартизованы отображения для Ада, Си, C++, Lisp, Smalltalk, Java, Кобол, Object Pascal, ПЛ/1 и Python. Также существуют нестандартные отображения на языки Perl, Visual Basic, Ruby и Tcl, реализованные средствами ORB, написанными для этих языков.

## Ключевые понятия технологии
Ниже описаны некоторые из наиболее важных возможностей, предлагаемых CORBA для обеспечения связи между распределенными объектами.

### Объекты по ссылке
Ссылка на объект указывается с использованием URL (адрес объекта устанавливается аналогично поиску адресов в системе доменных имен (DNS)) либо передается в качестве параметра метода во время вызова. Ссылки на объекты - это легковесные объекты, соответствующие интерфейсу реального объекта (удаленного или локального). Вызов метода по ссылке приводит к последующим вызовам ORB и блокировке потока в ожидании ответа, успеха или неудачи. Параметры, возвращаемые данные (если есть) и данные об исключениях маршалируются внутри ORB в соответствии с местным языком и отображением ОС.

### Данные по значению
Язык определения интерфейса (Interface Definition Language, IDL) CORBA обеспечивает определение межобъектной связи, не зависящее от языка и ОС. Объекты CORBA передаются по ссылке, а данные (целые числа, числа с двойной точностью, структуры, перечисления и т. д.) передаются по значению. Комбинация объектов по ссылке и данных по значению обеспечивает средства для принудительной типизации данных при компиляции клиентов и серверов, сохраняя при этом гибкость, частной реализации ПО для каждого из коммуницирующих посредством CORBA программных компонент.

### Объекты по значению
Помимо удалённых объектов в CORBA 3.0 определено понятие объект по значению. Это определение сделано совместимым с RMI-IIOP. Код методов таких объектов по умолчанию выполняется локально. Если объект по значению был получен с удалённой стороны, то необходимый код должен либо быть заранее известен обеим сторонам, либо быть динамически загружен. Чтобы это было возможно, запись, определяющая такой объект, содержит поле Code Base — список URL, откуда может быть загружен код.
У объекта по значению могут также быть и удалённые методы, поля, которые передаются вместе с самим объектом. Поля, в свою очередь также могут быть такими объектами, формируя таким образом списки, деревья или произвольные графы. Объекты по значению могут иметь иерархию классов, включая абстрактные и множественное наследование.

### Компонентная модель CORBA (CCM)
Компонентная модель CORBA (CCM) — недавнее дополнение к семейству определений CORBA.
CCM была введена начиная с CORBA 3.0 и описывает стандартный каркас приложения для компонент CORBA. CCM построено под сильным влиянием Enterprise JavaBeans (EJB) и фактически является его независимым от языка расширением. CCM предоставляет абстракцию сущностей, которые могут предоставлять и получать сервисы через чётко определённые именованные интерфейсы, порты.
Модель CCM предоставляет контейнер компонентов, в котором могут поставляться программные компоненты. Контейнер предоставляет набор служб, которые может использовать компонент. Эти службы включают (но не ограничены) службу уведомления, авторизации, персистентности и управления транзакциями. Это наиболее часто используемые распределённым приложением службы. Перенося реализацию этих сервисов от необходимости реализации самим приложением в функциональность контейнера приложения, можно значительно снизить сложность реализации собственно компонентов.

### Общий протокол межброкерного взаимодействия (GIOP)
GIOP (General Inter-ORB Protocol) — абстрактный протокол в стандарте CORBA, обеспечивающий интероперабельность брокеров. Стандарты, связанные с протоколом выпускает Object Management Group (OMG). Архитектура GIOP включает несколько конкретных протоколов:
1. Internet InterORB Protocol (IIOP) (Межброкерный протокол для Интернет) — протокол для организации взаимодействия между различными брокерами, опубликованный консорциумом OMG. IIOP используется GIOP в среде интернет, и обеспечивает отображение сообщений между GIOP и слоем TCP/IP.
2. SSL InterORB Protocol (SSLIOP) — IIOP поверх SSL, поддерживаются шифрование и аутентификация.
3. HyperText InterORB Protocol (HTIOP) — IIOP поверх HTTP.

## Ссылка на объект (Corba Location)
CorbaLoc (англ. Corba Location) является строковой ссылкой на объект технологии CORBA, подобной URL.
Все реализации CORBA должны поддерживать как минимум два варианта OMG URL: corbaloc: и corbaname:. Их назначение в том, чтобы предоставить человеку способ читать и править ссылку, посредством которой можно получить ссылку на объект CORBA.
Пример corbaloc:
corbaloc::160.45.110.41:38693/StandardNS/NameServer-POA/_root
Реализация CORBA может предоставлять поддержку форматов "http: ", "ftp: " и "file: ". Назначение этих форматов в том, чтобы указать способ, откуда взять строковое представление ссылки на объект CORBA.

## Список брокеров (CORBA ORBs)
- Borland Enterprise Server, VisiBroker Ed.[1] — CORBA 2.6-совместимый коммерческий ORB от Borland, поддерживает Java и C++.
- MICO[2] — свободный (LGPL) ORB с поддержкой C++.
- omniORB[3] — свободный (LGPL) ORB для C++ и Python.
- ORBit2[4] — свободный (LGPL) ORB для C, C++ и Python.
- JacORB[5] — свободный (LGPL) ORB, написан на Java.
- TAO[6] — The ACE ORB, открытый ORB для C++.
- Orbacus[7] — коммерческий ORB для C++, Java от IONA Technologies.
- Orbix — коммерческий ORB от IONA Technologies.
- PolyORB — ORB от AdaCore для языка программирования Ada. Есть как свободная, так и коммерческая версии.